# Stadion Het Diekman
Das Stadion Het Diekman war von 1965 bis 1998 das Fußballstadion des niederländischen Fußballclubs FC Twente Enschede. Danach zog der Verein in das Arke-Stadion (heute: De Grolsch Veste) um.

## Geschichte
1953 wurde das Stadion in Enschede mit einem finanziellen Aufwand von drei Millionen Gulden gebaut. Das Stadion wurde zunächst vom Sportclub Enschede genutzt. Das Stadion wurde am 8. August 1956 mit einem Spiel gegen Preußen Münster vor 22.000 Zuschauern eröffnet.
1965 fusionierten der Sportclub Enschede und die Enschedese Boys zum FC Twente, der in den Folgejahren das Stadion nutzte. Am 22. April 1998 wurde das letzte Spiel des FC Twente im Stadion gegen den SC Heerenveen durchgeführt.

## Kapazität
Bei der Eröffnung hatte das Stadion eine Kapazität von 5.500 Sitz- und 19.000 Stehplätzen. Durch die verschärften Vorschriften der UEFA und des niederländischen Verbandes wurde die Kapazität auf zunächst 18.000 und später 13.500 Zuschauer beschränkt.